# 急性中耳炎
急性中耳炎（きゅうせいちゅうじえん、Acute otitis media）とは、真正細菌が中耳に感染して急性の炎症を起こす疾患である。一般に中耳炎という場合、この疾患を指すことが多い。

## 原因
細菌が中耳に感染する経路として大きく分けて以下の3つがある。
1. 経耳管性
  - 中耳は耳管によって咽頭と連絡しているが、鼻腔や上咽頭に感染が起こることで、起炎菌が中耳へと侵入する。乳幼児では耳管が成人と比べて短く、内腔が太い上に水平に近いので中耳に細菌が侵入しやすい。乳幼児に急性中耳炎が起こりやすいのもこのためである。起炎菌は5歳以下ではインフルエンザ菌が、それ以後は溶血性連鎖球菌や肺炎球菌が多い。
2. 経外耳道性
  - 外耳道と中耳は通常鼓膜で隔てられているが、鼓膜穿孔によって細菌が直接中耳に侵入したり、鼓膜に感染した後中耳に波及することがある。頻度は少ない。
3. 血行性
  - 猩紅熱、ジフテリア、インフルエンザなどの感染症で血行性に感染することがある。まれではあるが、一般の中耳炎に比べ重症になりやすい。

## 症状
耳痛、発熱、伝音性難聴、耳鳴、耳漏が主要な自覚症状である。また鼓膜は充血し、重症例では穿孔する。

## 診断
症状と鼓膜所見によって診断される。

## 合併症
1. 内耳炎
  - ごくまれに内耳炎を合併し、感音難聴(神経障害による難聴）、めまいを伴う事がある。予後は不良。

## 治療
安静にし、抗生物質や消炎鎮痛剤を投与する。鼓膜が膨隆していたり耳痛が高度だったりしたときは、鼓膜切開して分泌物を吸引し、抗生物質を点耳する。
- 小児急性中耳炎に関してはガイドラインが作成されており、それを参考に加療されることが好ましい。

## 予後
完全に治癒することが多いが、慢性中耳炎に移行したり、頭蓋内合併症を起こしたりすることもある。